# Campo di aviazione di Oleis
Il campo di aviazione di Oleis fu uno dei primi aeroporti militari d'Italia, il primo aeroporto di Manzano fino al 1918.

## Storia
Oleis dal 24 settembre 1915 era sede del Gruppo aviazione artiglieria che resta fino all'8 aprile 1917, della 5ª Squadriglia per l'artiglieria dal 21 ottobre 1915   che il 15 aprile 1916 diventa 45ª Squadriglia che rimane fino alla battaglia di Caporetto e dal 28 marzo 1916 della 7ª Squadriglia per l'artiglieria che il 15 aprile 1916 diventa 47ª Squadriglia che rimane fino al 15 novembre. 
Dal 30 aprile 1916 era sede del VI Gruppo (poi 6º Gruppo caccia) fino al 2 novembre 1917, il 18 novembre 1916 arriva la 41ª Squadriglia fino al 26 settembre, il 27 luglio 1917 la 36ª Squadriglia fino al 27 ottobre ed il 28 settembre la 27ª Squadriglia fino al 28 ottobre.